# III. Albert namuri gróf
III. Albert namuri gróf (kb. 1027 – 1102. június 29.) középkori frank nemesúr, a Német-római Birodalomhoz tartozó Lotaringiai Hercegség területén fekvő Namuri Grófság hűbérura volt.

## Élete
Szülei II. Albert namuri gróf és Regilindis, Gozelon alsó-lotaringiai herceg lánya voltak. A "Genealogica comitum Buloniensium" feljegyezte, hogy II. Albert fiai "Albertum et fratrem eius Heinricum comitem de Durboio" voltak. Apja halálát követően 1063 körül örökölte a grófi címet, míg Henrik öccse anyja öröksége révén a Durbuy grófja címet kapta.
1076-ban Albert magának követelte unokaöccse, III. Godfrey alsó-lotaringiai herceg örökségét, a hercegi címet és a birtokokat Bouillon Gottfried ellenében, és egy alkalommal ostrom alá fogta Bouillon várát is (sikertelenül). Lotaringiai birtokainak felügyelőjeként Matilda toszkánai őrgrófnő Albertnek adományozta Verdun grófságát, amelyet előbbi Teoderic verduni püspöktől örökölt 1076-ban. Mi több, IV. Henrik német-római császár 1076-ban Albertet Alsó-Lotaringia régensének nevezte ki, hogy akkor 2 éves gyermeke, Konrád nevében uralkodjon a hercegségben.
Henrik, akit a korabeli források III. Henrikként említenek ("Heinricus…tertius Romanorum imperator augustus") 1101. június 1-jén kelt oklevelében megerősítette a liège-i Szent Jakab templom alapítólevelét, amelyet "Albertus comes Nammucensium filiis [suis] Godefrido, Heinrico, Alberto" alapított. A "Notæ Bronienses" 1102-ben jegyezte fel "Albertus comes Namucensis" halálát.

## Családja és leszármazottai
1065/66-ban vette feleségül Szász Idát, aki II. Bernát szász herceg lánya és Frigyes alsó-lotaringiai herceg özvegye volt (innen Albert igénye az alsó-lotaringiai trónra). Idát megnevezi a "Chronicon Sancti Huberti" mint "Albertus comes Namucensis" feleségét, de nem adja meg leszármazását. A "Genealogia ex stirpe Sancti Arnulfi" megnevezi Idát és Gertrúdot, mint Bernát gyermekeit ("Idam Namucensem…uxorem Angelberti marchionis et Gertrudem comitissam Flandrensem"). Hozományaként Bouillon kastélyától északkeletre fekvő, igen kiterjedt birtokok kerültek a namuri grófok ellenőrzése alá és a "Chronicle of Alberic de Trois-Fontaines" krónika szerint ezek a birtokok, illetve felesége korábbi házassága volt az oka annak, hogy Albert igényt támasztott Bouillon-ra, illetve az alsó-lotaringiai hercegi címre.
Albertnek és Idának öt gyermeke ismert:
- Godfrey de Namur (? – 1139. augusztus 19.) A "Chronicon Huberti" megnevezi "Godefrido filio Alberti comitis Namucensis".[9] Apja halála után I. Godfrey néven örökölte a grófi címet.
- Henrik de Namur (? – 1138 előtt) A "Genealogica comitum Buloniensium" feljegyzi Albert fiait, mint "Godefridum et Henricum comitem de Rupe".[10] A Laroche grófja címet kapta.
- Frederic de Namur (? – 1121. május 22.) A "Gesta Abbatem Trudonensium" megnevezi Fredericet, mint Godfrey namuri gróf öccsét ("Frederici [episcopus]…frater eius Namucensis comes Godefridus").[11] A "Vita Friderici" megadja, hogy Albert namuri gróf és felesége, Ida harmadik fiúgyermeke volt ("patre Alberto [Namucensis castelli comes], matre Ida").[12] 1119 októberében II. Callixtus pápa kinevezte Liège püspökének, de alig három évvel később riválisai megmérgezték.[13] A "Gesta Abbatem Trudonensium" jegyezte fel halálát 1121-ben ("1121 VI Kal lunii").[14]
- Albert de Namur (? – 1122 előtt) A "Genealogica ex Stirpe Sancti Arnulfi" feljegyzi Albert gyermekeit a következő sorrendben: "Fridericum episcopum, Godefridum, Henricum et Albertum fratres".[15] Türoszi Vilmos feljegyezte "fratri comitis Namura" házasságát és hogy felesége első férjének címet átvéve Jaffa ura lett.[16] Felesége 1118/19 körül Mabile de Roucy, Hugues de Puiset özvegye, Ebles de Ramerupt, Roucy grófja és Sibylle de Apulia lánya.
- Alix de Namur (1097 – 1124) A "Chronicle of Alberic de Trois-Fontaines" megnevezi "Alaide sorore comitis Godefridi Namucensis" mint "comes Otto de Cisneio" feleségét.[17] Férje Ottó Chiny grófja (? – 1131 v. utána).